# شلومو عمار
شلومو عمار (بالعبرية: שלמה משה עמאר‏) من مواليد 1948 في الدارالبيضاء بالمغرب وهاجر إلى إسرائيل في 1962. عمار هو حاخام وأحد المقرّبين من الزعيم الروحي لحزب شاس والحاخام الأكبر لليهود الشرقيين سابقًا عوفادْيا يوسف، وكان يترأس المحكمة الدينية في مدينة بِيتاح تِكفا. وفي آذار مارس 2002 انتُخب عمار حاخامًا أكبر لمدينة تل أبيب وكان أول حاخام يؤدي مهام هذا المنصب وحده. وعرف بانتقاده للمثلية.

وخلال توليه منصب الحاخام الأكبر لتل أبيب أرسله وزير الداخلية في ذلك الحين إيلي ِيِشايْ إلى أثيوبيا للقاء أبناء طائفة الفلاشمورة. وفي أعقاب هذه الزيارة لأثيوبيا أوصى الحاخام عمار بأن يخضع أبناء الفلاشمورة لعملية اعتناق الديانة اليهودية.
في 2003 عُيّن الحاخام شلومو عمار الحاخام الأكبر لليهود السْفارديم في لدولة إسرائيل.

## الوسام الملكي
وصف الحاخام اليهودي الأكبر، راف شلومو عمار، توشيح الملك محمد السادس له أمس الثلاثاء بوسام العرش من درجة الحمالة الكبرى، بأنه «يوم عظيم بالنسبة لليهود المغاربة، الذين يبقون، مثلي، متشبثين بعمق بالمغرب».
وأعرب شلومو عمار، الذي وشحه الملك خلال حفل الاستقبال الذي ترأسه بالقصر الملكي بالدار البيضاء بمناسبة عيد العرش، في تصريحات صحفية عن سعادته لقيادة العاهل المغربي لبلاده بحكمة نحو الأفضل".
وتابع الحاخام اليهودي «بعدما استقبلني الملك، أطال الله عمره، قبل عشر سنوات بطنجة، تمنيت بصدق العودة إلى المغرب، لتحفني الرعاية الملكية السامية مجددا، والأكثر من ذلك عدت إلى الدار البيضاء مسقط رأسي».
وحول مصادفة التوشيح الملكي لنفس اليوم الذي تم فيه استئناف مفاوضات السلام بين فلسطين وإسرائيل، أفاد شلومو عمار بأن «هذه المصادفة تشكل بالنسبة له حدثا كبيرا، له مغزى، ولاسيما من أجل السلام، وهو ما فتئ الملك محمد السادس يدعو إليه، باعتباره مرتبطا بقيم الأخوة والسلام بين الشعوب والأديان».
وأبدى شلومو عمار أمنيته، مثل العاهل المغربي، في أن يعم السلام، ليس فقط بين الإسرائيليين والفلسطينيين، ولكن أيضا العالم بأسره".